# Eremaula
Eremaula är ett släkte av fjärilar. Eremaula ingår i familjen nattflyn.
Kladogram enligt Catalogue of Life:
| Eremaula | \| \| Eremaula minor \| \| \| \| \| \| Eremaula ptilopleura \| \| \| \| |
|          | \| \| Eremaula minor \| \| \| \| \| \| Eremaula ptilopleura \| \| \| \| |
|          | Eremaula minor                                                          |
|          |                                                                         |
|          | Eremaula ptilopleura                                                    |
|          |                                                                         |